# ヴァルキリー (マーベル・コミック)
ヴァルキリー（Valkyrie）は、マーベル・コミックが出版するアメリカン・コミックスに登場するスーパーヒーローである。ロイ・トーマスとジョン・バスセマによって北欧神話の人物ブリュンヒルドを元に創造され、1970年12月の『アベンジャーズ』第83号で初登場した。ヴァルキリーは、スーパーヒーローチーム“ディフェンダーズ”の主力となり、ソーの親しい味方にして、恋人となった。
オーディン直属の部隊“ヴァルキリー”を率いるために選ばれ、2010年代、“シークレットアベンジャーズ”の創設メンバーとなり、 “フィアレス・ディフェンダーズ”や“ミスティ・ナイト”の共同リーダーとなった。彼女は、“バーバラ・ノリス”、“サマンサ・パリントン”、“シアン・ボーエン”、“アナベル・リッグス”などの別名も有していた。

## 発行履歴
ヴァルキリーは、ロイ・トーマスとジョン・バスセマによって創造され、『アベンジャーズ』第83号（1970年12月）で初登場した。トーマスは、『インクレディブル・ハルク』vol. 2第142号（1971年8月）において、ヴァルキリーの人格をサマンサ・パリントンという女性と入れ替え、これについてトーマスは、「私は一種の女性版ソーが欲しく、彼女の髪の色をブロンドにしてほしいとバスセマに言ったかもしれません」と述べた。
作家スティーヴ・エングルハートとアーティストサル・ビュッセマは、『ディフェンダーズ』第4号（1973年2月）においてヴァルキリーを、バーバラ・ノリスに人格を宿させ、ディフェンダーズに長年のチームメンバーとして加えた。エングルハートは、「グループに新たな質感を提供するため、ディフェンダーズにヴァルキリーを追加した」と述べた。スティーブ・ガーバーはバーバラに疎遠な夫のジャック・ノリスがいると紹介したが、ヴァルキリーの人格には彼の記憶がなかった。作家のデビッド・アンソニー・クラフトとエド・ハニガンは、『ディフェンダーズ』第66〜68号（1978年12月〜1979年2月）で、ヴァルキリーのバックストーリーのいくつかを説明した。
3年後、作家のJ・M・デマテイスとマーク・グルーンウォルドは、『ディフェンダーズ』第107〜109号（1982年5月〜7月）にフォローアップストーリーを書き、クラフトとハニガンの物語の残りのプロットポイントを解決した。
ヴァルキリーは、シリーズのほとんどを通じてディフェンダーズのメンバーであり続けたが、第152号（最終号、1986年2月）で命を落とし、このキャラクターは、1988年に ピーター・B・ギリスによって描かれた『ドクター・ストレンジ』で生き返った。そして、1990年代には数回のみ出演した。
2001年、作家カート・ビジークと共同作家エリック・ラーセンは『ディフェンダーズ』シリーズを再開させ、サマンサ・パリントンをヴァルキリーの化身として復活させた。
ワンショットコミックにおけるヴァルキリーは、第1号（2010年7月）から第37号（最終号、2013年3月）まで、『シークレット・アベンジャーズ』シリーズを通して定期的に登場し、カレン・バンとウィル・スリニーによる2013年のシリーズ『Fearless Defenders』にも登場した。
ヴァルキリーは2018年に“Asgardians of the Galaxy”の一員として登場し始め、2019年に『War of the Realms』にも出演した。

## キャラクター経歴
ブリュンヒルデは、死者の戦場に現れ、倒れたアスガルドの神々を名誉ある死者の地ヴァルハラに導く9人の戦士/女神のグループである“ヴァルキリオール”の統率という使命を“アスガルド”の全能の神であるオーディンから託され、何世紀にもわたって奉仕してきた。オーディンから地球人ジークムントに死をもたらすよう命じられたブリュンヒルデは、地球に降り立つと、ジークムントを手にかけずに守ろうとしたが、結果的にオーディン自身がジークムントの死を引き起こした。その後ブリュンヒルデは、ジークムントの妊娠中の恋人、ジーグリンデの身を守ろうとしたが、オーディンから反抗に対する罰として、ブリュンヒルデのアスガルド人としてのパワーと不死性を取り除かれ、山の頂上に置き去りにされてしまった。だがブリュンヒルデは、ジークムントとジーグリンデの息子であり、ソーの化身であるジークフリートによって一命を取り留めた。
ブリュンヒルデは恋人同士になったジークフリートを彼の背中が敵に向けられない限りは不死身に変えた。しかしジークフリートは魔法の影響を受けて彼女を裏切り、やがて殺害された。だがジークフリートに恋をし続けているブリュンヒルデは、彼を火葬する炎の中に飛び込みジークフリートの後を追うように命を落とすことを選んだ。ところがオーディンによってアスガルドの神としての役割と力を回復させて地上の生活の記憶を取り除いた上でブリュンヒルデとジークフリートは復活させられ、オーディンの下に仕えさせられることになった。
ブリュンヒルデと彼女の仲間のヴァルキリーは、約千年前までヴァルハラのために英雄的な死を遂げた戦士たちを集め続けたが、ある時を境に、堕落したアスガルドの戦士の中から殺された英雄しか選べなかった。ヴァルキリーが解散するとブリュンヒルデは、地球上の戦士を選べない掟を禁じられていることが苦々しく、意味のあることを求めてアスガルドを歩き回ると、居酒屋でアモラ・ザ・エンチャントレスに遭遇し、彼女の征服活動に数週間同行した。アモラの不道徳な一面に気付いたブリュンヒルデは、2人のパートナーシップを終わらせようとしたが、アモラによって神秘的な魂の結晶の中に閉じ込められ、抜け殻となったブリュンヒルデの身体にはアモラが乗り移り、何世紀にもわたってブリュンヒルデの力を玩具同然に利用した。
近年のアモラによるヴァルキリーの身体を利用した活動事例はそれほど知られておらず、“レディ・リベレーター”としてアベンジャーズ”の男性ヒーローに対して一握りの女性ヒーローを導こうとしたが、ワンダ・マキシモフ/スカーレット・ウィッチによって正体が露見されると、その計画は阻止され、遠い次元に追放された。数ヶ月後、ブリュンヒルデはブルース・バナー/ハルクへの復讐を企むアモラによってサマンサ・パリントンという名の社交界の女性に人格を移された。
“ディフェンダーズ”と共にアモラが魔女カシオレナが生み出した神秘的な異空間に閉じ込められると、ヴァルキリーの力と意識は、一緒に幽閉されて狂った人間の女性、バーバラ・ノリスへ移された。しかしアモラはカシオレナ打倒後、バーバラを元に戻さなかった。その結果、バーバラの体はブリュンヒルデの意識、外見、力を持っていたが、バーバラ自身の人格はブリュンヒルデの身体に閉じ込められた。彼女は死すべき女性の身体の本質が不滅であると認識し、ブリュンヒルデはバーバラの過去を見つけるために一時的にディフェンダーズを去ったが、彼女はバーバラの父であるアルビン・デントンに会い、彼の死後ディフェンダーズに戻った。
アスガルドの戦士であるオレルスが、ヴァルハラを乗っ取ろうとした際に、ヴァルキリーの2つの混合側面が初めて出会うと、バーバラの変容した身体を持つブリュンヒルデと、ブリュンヒルデの身体に宿るバーバラが戦った。その戦いの終わりに、ブリュンヒルデの身体に宿るバーバラは非英雄的なアスガルドの死者の霊が住む“ニッフルハイム”に移り、バーバラの変容した身体を持つブリュンヒルデは、彼女と一緒に他の次元の旅をしたディフェンダーズに同行し、地球に戻った。
ブリュンヒルデは、本当の身体と取り戻すことを気にかけていなかったが、スティーヴン・ストレンジ/ドクター・ストレンジの魔法の助けを借りて、ニッフルハイムから救出された本来の身体に人格を宿し、ブリュンヒルデは完全な記憶とかつての戦士の性格までを取り戻した。その後、彼女はアモラと戦い、相手を追放した。だが何世紀にもわたる窮状を無視したとしてアスガルド、特にオーディンから疎遠になったと感じて、ブリュンヒルデはディフェンダーズとして地球に戻ることを選んだ。

## 能力・装備
全ヴァルキリーの中で最強である彼女は、不死ではないものの、老化が非常に遅く、全ての病気に免疫があり、傷もつきにくい皮膚や、強化されたレベルのスタミナが得られる生理機能など、その身体には並の人間の数倍の密度がある。これに加え、人の体を取り囲む「光」の形で、死期の到来の感知や、自分自身及び瀕死または亡骸の状態の他者を死の領域との間で移送する特殊能力を有している。また、剣技だけでなく、素手での戦闘や乗馬まで広範な訓練を受けてきたことから、全アスガルド人の中でもトップクラスの戦闘能力も持ち合わせ、その実力はシフに匹敵するほどである。

### 武器・愛馬
ヴァルキリーは、異次元のドラゴンの歯を素材とする魔法の剣“ドラゴンファング”を持ち、その剣はやがてエンシェント・ワンの手から、弟子のドクター・ストレンジに渡された。ストレンジによってデイン・ウィットマン/ブラックナイトの“エボニー・ブレイド”が正当な所有者に遺贈されると、ドラゴンファングはヴァルキリーに返還された。
また、ヴァルキリーはブラックナイトから譲り受けた天馬のアラゴルンを伴っている。

## その他のヴァルキリー
アモラは、ハルクへの復讐として、サマンサ・パリントンを一時的にヴァルキリーに変えた。しかし、プルートはローレライをだまして彼女をヴァルキリーの複製に変え、サマンサすらも地球を死者の領域に変貌させる目的で利用された。ローレライはディフェンダーズのナイトホークによって発見され、自身がヴァルキリーであると信じ、ディフェンダーズに加入したが、ディフェンダーズがプルートを止めようとした際にサマンサと戦い、元の自分に戻された。サマンサもプルートの支配から解放され、ヴァルキリーとして再びディフェンダーズの一員になった。サマンサはチームメイトのパッツィ・ウォーカー/ヘルキャットと一緒にアパートに同居後、誰かに自身のニックネーム“サム”と呼んだ時、本名を思い出した。サマンサとパッツィはその後、サマンサの両親に会い、ディフェンダーズの基地を与えられた。
全てのヴァルキリーが『The War of the Realms』で死亡した後、僅かな間ソーになって力を失った経験を持つジェーン・フォスターが新しいヴァルキリーになった。

## MCU版
『マーベル・シネマティック・ユニバース』（MCU）では、テッサ・トンプソンが演じる。日本語吹替は沢城みゆきが担当。

### キャラクター像
北欧神話の楯の乙女“ブリュンヒルド”のモデルである女戦士。ワイルドでタフでありながら、ブルース・バナー/ハルクとは“大男さん”・“怒る女”と呼び合って戯れるなど朗らかな一面も持ち、バイセクシュアルでもある。
かつては、“アスガルド”の女戦士部隊“ヴァルキリー”の1人だったが、太古の時代に幽閉先の“ヘル”から脱出を図ったヘラとの戦いで同胞たちを全滅させられ、ただ1人生き延びる。その後は惑星“サカール”に逃げ延び、アルコール依存症の賞金稼ぎ“スクラッパー142”として生計を立てるようになって、戦士としての腕前で得た高額の報酬で過去を忘れるためにパーティーに参加し、多くの時間を過ごす日々に明け暮れていた。だが、ソーやブルースたちと出会って交流を深めるとかつての自分を取り戻し、やがて地球のノルウェーに構えられた“ニュー・アスガルド”に移民して、現地の王となる。

### スキル
歯向かってきたロキを鋭い徒手空拳のみで軽く取り押さえ、優れた剣術で“死の兵士”群を蹴散らすほど、単身のみで高い戦闘力を有しており、乗馬術や宇宙船の操縦にも長け、ニュー・アスガルドの王になると、数年間で町を繁栄させるほどのリーダーシップまで発揮するようになる。

### 武装・ビークル
ヴァルキリーアーマー
ヴァルキリー（部隊）時代に着用していた女戦士用のアーマー。ホワイトゴールドでめっきされた肩甲や脛当て、シルバーの防弾ボディグローブ、皇室の青いマントなどで構成される。
ヴァルキリーは、ヘラとの戦いの頃まではこのアーマーを愛用していたが、賞金稼ぎとなってからは黒い革製のタセットに長く身を包んでいた。しかしヴァルキリーがアスガルドに帰還した際に、ソーが現地の武器庫から見つけたものを託されたことで入手し、ヘラとの再戦やサノスの群勢との最終決戦で着用する。
ドラゴンファング（Dragonfang）
ヴァルキリー（ブリュンヒルデ）の専用武器である、決して折れないと言われる強力な名剣。魔術師が精錬・彫刻したドラゴンの歯と黒いサファイアを柄に、サファイア色の鉄を刃に作り上げた。ドラゴンの皮のストラップ付きの黒いセラミック製の鞘に収めて携行する。
西暦943年において、ヴァルキリーがヘラとの戦いに使用し、彼女がアスガルドから離れると同時に持ち去って以降、逃亡先のサカールの住居に保管されていたが、ヴァルキリーがソーたちと共にヘラに挑むことを決意して取り出され、以降は主武装としてヴァルキリーに振るわれる。
ウォーソング（Warsong）
ヴァルキリーが用いるサカールで最高の宇宙船。直立姿勢での空中静止が可能で、その際と離着陸時には両主翼が上下に可動し、ジャイロスコープを備えたコクピット内部は機体の姿勢に合わせて水平になり、座席シートは脱出時の射出機能が付いている。乗り降りする際には、コクピットハッチが開閉し、前部からタラップが地面に伸長する。武装は機体左右から連射される2門のブラスターで、さらにヴァルキリーのグローブに仕込まれたリモコンを手振りで操作させることにより、遠隔操縦が可能など、高性能を誇る。しかし、機内はかなり散らかっている。
ヴァルキリーの初登場から、捕らえたソーの連行、バトルロイヤルの観戦まで、ヴァルキリーによって運用されたが、サカールからの脱出を試みた際に、トパーズ率いる警備隊とのドッグファイトの末、破壊される。
また、賞金稼ぎ時代には2本の鋭いナイフも携行しており、太古の頃から愛馬としていた天馬の“アラゴーン”をサノスの群勢との最終決戦や、“シャドー・モンスター”との戦いで投入・騎乗している。

### 各作品での活躍
『マイティ・ソー バトルロイヤル』
本作で『MCU』初登場。
サカールに漂着したソーに“服従ディスク”を打ち込んで捕縛し、グランドマスターへ彼を1000万ユニットで売り渡す。その後ソーからオーディンの死とヘラの復活を知らされるが、前述の過去から戦う意味を見失っていたため、彼からの協力の頼みを2度も断った。しかし、グランドマスターからソーの再捕縛を依頼されるも、ソーの熱意に心を動かされ、ヘラと戦って亡くなった同胞たちの復讐を果たす決意を固めると、取り抑えたロキをソーとブルースに差し出し、アスガルドへの道中に同行。“サカーディアン・ガード”との追撃戦を制して故郷に到着し、かつての戦闘服に身を包み、ソーたちと共にヘラの群勢に挑んだ。
やがて巨大化復活したスルトが、ヘラと刺し違えて発生させた“ラグナロク”の際には、ソーたちと“ステイツマン”に乗船して難を逃れるも、同時にアスガルドの最期を見届けることとなり、地球へ赴くことを決意したソーを皆と共にアスガルド人の主として迎える。
『アベンジャーズ/インフィニティ・ウォー』では未登場だったが、物語冒頭のサノスの襲撃時にはソーによって、ステイツマンに乗船していたアスガルド人の半数と共に逃がされていた。
『アベンジャーズ/エンドゲーム』
本作では“デシメーション”も免れており、2023年時にはニュー・アスガルドの住民となっていた。進化した姿となってニュー・アスガルドを訪ねて来たブルースと再会した時には、彼に「以前の方が良かった」と評している。
クライマックスにおける2014年からタイムトラベルしてきたサノスの群勢との決戦の際に、ニュー・アスガルドと繋がったゲートウェイから、アラゴーンに乗馬してコーグやミーク、アスガルド人の戦士たちと共に戦地と化した“アベンジャーズ・コンパウンド”跡地に登場し、“アベンジャーズ”に参戦。
大乱闘と“サンクチュアリII”による爆撃の中、ペッパー・ポッツ/レスキューから投げ込まれたピーター・パーカー/スパイダーマンをアラゴーンに同乗させたり、“リヴァイアサン”を撃破する活躍まで披露した。
戦後は、“ガーディアンズ・オブ・ギャラクシー”に同行して銀河の旅に出ることを決めたソーからニュー・アスガルドの長の座を託されて承諾し、“ベネター号”に搭乗する直前の彼と挨拶を交わす。
『ソー:ラブ&サンダー』
本作ではニュー・アスガルドの王として登場。ソーや新たに出会ったジェーン・フォスター/マイティ・ソーと交流し、2人からは「ヴァル（Val）」の愛称で呼ばれるようになって、コーグも交え、ゴアに挑む。

## その他のメディア

### アニメ

#### テレビシリーズ
- 『スーパー・ヒーロー・ギャング』：ブリュンヒルデが登場し、ミシェル・トラクテンバーグが声をあてた[44][45]。第16話『Invader From the Dark Dimension!』では、ソー、ハルク、ドクター・ストレンジ、およびシルバーサーファーと協力して、ディフェンダーズを結成し、バロン・モルドに挑んだ。
- 『アベンジャーズ 地球最強のヒーロー』：ブリュンヒルデが第25話『アスガルドの陥落（原題『The Fall of Asgard』）』に登場。原語版ではコリーン・オショーネシーが声をあてた。
- 『ガーディアンズ・オブ・ギャラクシー』：MCU版の外見に基づくヴァルキリーが登場。レイブン・シモーネが声をあてた[46][47]。

#### ビデオ
- 『Hulk vs. Thor』：ニコール・オリバーがノンクレジットでヴァルキリーの声をあてた。
- 『勇者ソー 〜アスガルドの伝説〜』：キャシー・ウェーゼルクがブリュンヒルデの声をあてた[48]。

### ゲーム
- 『MARVEL ULTIMATE ALLIANCE』：ノンプレイヤーキャラクターとして登場し、ニカ・フッターマンが声をあてた。
- 『Marvel Super Hero Squad Online』:プレイヤーキャラクターとして登場し、グレイ・デリスルが声をあてた[49]。
- 『Marvel: Avengers Alliance』：隠れキャラクターとして登場[50]。
- 『Marvel Heroes』：ミシェル・アーサーが声をあてた[51]。
- 『レゴ®マーベル アベンジャーズ』：プレイヤーキャラクターとして登場し、メアリー・エリザベス・マクグリンが声をあてた[52]。
- 『LEGO マーベル スーパー・ヒーローズ 2 ザ・ゲーム』：MCU版の外見に基づくヴァルキリーがプレイヤーキャラクターとして登場[53]。
- 『Marvel Avengers Academy』：MCU版の外見に基づくヴァルキリーがティーンエイジャーとして登場[54]。
- 『マーベル・パズルクエスト』：MCU版の外見に基づくヴァルキリーが登場[55]。
- 『MARVEL ULTIMATE ALLIANCE 3: The Black Order』：ブリュンヒルデとして登場し、メアリー・エリザベス・マクグリンが声をあてた[51]。
- 『マーベル・フューチャーレボリューション』：メアリー・エリザベス・マクグリンが声をあてた。
- 『Marvel Snap』[56][57]